# Abby Mann
Abby Mann (ur. 1 grudnia 1927 w Filadelfii, zm. 25 marca 2008 w Los Angeles) – amerykański scenarzysta, dramaturg i producent filmowy, twórca postaci Kojaka. Laureat Oscara za najlepszy scenariusz adaptowany do filmu Wyrok w Norymberdze (1961) Stanleya Kramera.

## Życiorys
Urodził się w Filadelfii, w rodzinie żydowskich emigrantów, jako Abraham Goodman. Jego ojciec był jubilerem. Dorastał w East Pittsburgh, w Pensylwanii. Studiował na filadelfijskim Temple University i na New York University.
Był producentem i autorem scenariusza do wielu odcinków serialu Kojak z Tellym Savalasem w roli tytułowej, emitowanego w latach 1973–1978 przez stację CBS (w Polsce przez TVP1 i Polsat). Jednak największą sławę przyniósł mu nagrodzony Oscarem scenariusz do filmu Wyrok w Norymberdze, w reżyserii Stanleya Kramera. Mann adaptował swój własny dramat telewizyjny, emitowany w 1959. W 2001 adaptował go ponownie, tym razem na sztukę sceniczną graną na Brodwayu. W jednej z ról wystąpił wówczas Maximilian Schell, który w wersji filmowej zagrał inną rolę.

## Życie prywatne
Był żonaty z Myrą Maislin, miał z nią córkę, Abigail. Zmarł na atak serca w wieku 80 lat, w Beverly Hills w Kalifornii. Został pochowany na cmentarzu Hillside Memorial Park w Culver City.

## Wybrane scenariusze
- Port of Escape (1956)
- Wyrok w Norymberdze (1961)
- A Child Is Waiting (1963)
- The Detective (1968)
- The Marcus-Nelson Murders (1973)
- King (1978, był także reżyserem) – miniserial
- The Atlanta Child Murders (1985) – miniserial
- Teamster Boss: The Jackie Presser Story (1992)

## Nagrody
- Nagroda Akademii Filmowej
  - 1961 - Oscar za film Wyrok w Norymberdze
  - 1966 - nominacja za film Statek szaleńców